# R. L. Stine’s The Haunting Hour
R. L. Stine’s The Haunting Hour auch The Haunting Hour: The Series ist eine US-amerikanisch-kanadische Mystery-Horror-Fernsehserie von R. L. Stine. Die Serie wurde ab 2010 von Haunting Hour Productions in Zusammenarbeit mit Front Street Pictures produziert und besteht aus Episodenfilmen. Sie basiert auf dem Horrorfilm R. L. Stine’s Und wieder schlägt die Geisterstunde: Das Monster, das ich rief und der Anthologie Nightmare Hour von R. L. Stine.

## Konzept
Ähnlich wie in der Fernsehserie Gänsehaut, verfügt jede Episode über eine andere Besetzung und eine andere Geschichte. Allerdings sind diese Geschichten viel dunkler als in ihren oben erwähnten Vorgängern und einige Episoden dienen als sehr dunkle Moralgeschichten. So stiehlt zum Beispiel die Hauptfigur in der Episode The Red Dress das Kleid einer blinden Hexe und als Folge ihrer Selbstsucht, verliert sie ihr Augenlicht.

## Produktion und Ausstrahlung
Die Serie startete am 29. Oktober 2010 mit einem einstündigen Preview auf dem US-amerikanischen Kabelsender The Hub, welcher am 10. Oktober 2010 den Sender Discovery Kids ersetzte. Am 25. Dezember 2010 folgten dann ein einstündiges Weihnachtsspecial, bevor sie seit Januar 2011 wöchentlich zu sehen ist. Eine zweite Staffel mit 18 Episoden wurde bereits bestellt. Die Dreharbeiten zur zweiten Staffel begannen am 13. Juni 2011 in Vancouver in der kanadischen Provinz British Columbia. Die Ausstrahlung dieser Staffel begann in den Vereinigten Staaten am 1. Oktober 2011 auf The Hub und endete am 4. Februar 2012. Im selben Monat gab R. L. Stine über seinen Twitter-Account die Verlängerung um eine dritte Staffel bekannt. Die Ausstrahlung der dritten Staffel erfolgt vom 13. Oktober 2012 bis zum 9. Februar 2013 auf The Hub.

## Staffelübersicht
| Staffel   | Episodenanzahl | Erstausstrahlung USA | Erstausstrahlung USA | Deutschsprachige Erstausstrahlung | Deutschsprachige Erstausstrahlung |
| Staffel   | Episodenanzahl | Staffelstart         | Staffelfinale        | Staffelstart                      | Staffelfinale                     |
| --------- | -------------- | -------------------- | -------------------- | --------------------------------- | --------------------------------- |
| Staffel 1 | 22             | 29. Oktober 2010     | 14. Mai 2011         |                                   |                                   |
| Staffel 2 | 18             | 1. Oktober 2011      | 4. Februar 2012      |                                   |                                   |
| Staffel 3 | 26             | 13. Oktober 2012     | 9. Februar 2013      |                                   |                                   |
| Staffel 4 | 10             | 4. Oktober 2014      | 29. November 2014    |                                   |                                   |

## Auszeichnungen und Nominierungen
Für seinen Gastauftritt in der Serie gewann Baljodh Nagra bei den Young Artist Awards 2012 den Award als Beste Gastdarstellerin in einer Fernsehserie, während Ricardo Hoyos, Dakota Goyo, Jason Spevack, Ava Rebecca Hughes und Jessica Mcleod jeweils für ihre Gastauftritte in der gleichen Kategorie nominiert wurden. Bei den Young Artist Awards 2013 wurden Donnie MacNeil und Alissa Skobye als Beste Gastdarstellerin in einer Fernsehserie nominiert.

## DVD-Veröffentlichungen
Die erste Staffel der Serie erschien aufgeteilt in vier Teilen. Volume 1 & 2 wurden am 4. September 2012 und Volume 3 & 4 am 5. Februar 2013 veröffentlicht.